# Карл Блуаський (герцог Бретані)
Карл Блуаський (*Charles de Blois бл. 1319 — 29 вересня 1364), відомий також як Карл I Блаженний — герцог-консорт Бретані у 1341—1364 роках.

## Життєпис

### Молоді роки
Походив з роду Шатільйонів. Син графа Блуаського Гі I де Шатільона,  і Маргарити, (доньки Карла Валуа, графа Анжуйского). Народився близько 1319 року в м. Блуа. Карл з дитинства був побожною людиною, з усією пристрастю віддавався аскезі. Він насипав дрібні камінчики собі в взуття, туго підв'язувався вервієм і щоночі сповідався, побоюючись відходити до сну в гріху.
4 червня 1337 року в Парижі він одружився з Жанною, донькою Гі де Пентв'єра, яка була небогою бретонського герцога Жана III і внукою Артура II.

### Боротьба за Бретань
У 1341 році Карл разом із Жанною за підтримки Філіппа VI, короля Франції, висунув права на Бретань, оголосивши себе та дружину герцогом і герцогинею.Дядько Жанни, Жан де Монфор запропонував Карлу та Жанні поділити Бретань, але ті відмовилися.
У вересні 1341 року за рішенням асамблеї в Конфлані Бретань було присуджено Жанні та Карлу. У жовтні він отримав французьку військову допомогу, з якою рушив до Бретані.Таким чином почалася війна за бретонську спадщину. Незабаром взяв в облогу Нант, який здався у листопаді того ж року. Тут він захопив свого суперника Жана де Монфора. Втім в подальшому не зміг опанувати південною Бретанью з містами Ванн і Брест. У 1342 році отримав сеньйорію Гіз. 1343 року завдяки втручанню папи римського Климента VI було укладено перемир'я.
1344 року Карл де Блуа і Жан де Монфор поновили війну. Всупереч своєму благочестю, Карл, не вагаючись, наказав перебити 2000 (за іншими відомостями 1400) жителів після облоги Кемпер. Тут же було захоплено Монфора. Але у 1345 році війська Карла де Блуа зазнали поразки при Кадоре. Разом з тим незабаром помер Жан де Монфор. Проте його справу продовжили удова і син.
Початкові успіхи змінилися жорстокою поразкою, коли англійці виступили на боці Монфора. Водночас у 1346—1347 роках союзники Карла — французи — зазнали поразок у битвах при Кресі і Кале. Зрештою Карл де Блуа потрапив у полон  до англійців при облозі Ла-Рош-Деррі в 1347 році. Маючи в своєму розпорядженні 4-тисячне військо проти 100—150 чоловік англійців в Ла-Рош-Деррьене, склавши хитрий план майбутньої битви з силами англійців, яких було до 1000 солдатів, що йшли на допомогу обложеній англійській залозі Ла-Рош-Деррі, Карл, тим не менш, зазнав поразки. Головною причиною розгрому і ганебного полону стала безініціативність воєначальників Карла і несподівана атака містян.
У полоні Карл, крім іншого, написав житіє Святого Іва, покровителя Бретані. 1353 року Вестмінстерською угодою Едуард III, король Англії, визнав Карла де Блуа герцогом Бретані в обмін на 300 тис. флоринів та укладення шлюбу між сином Карла де Блуа — Жаном — й донькою англійського короля — Марією. Втім через інтриги Карла II, короля Наварри, договір було анульовано.
10 серпня 1356 року Карл вийшов на свободу після сплати викупу в 700000 золотих флоринів. Після свого звільнення герцог взимку босим здійснив прощу до Трег'є, до церкви Святого Іва. Місцеві жителі, бажаючи полегшити його шлях, встеляли дорогу сукнями і гілками, але герцог вибирав іншу дорогу. По завершенні паломництва Карл цілих два тижні не міг ходити.
Слідом за цим Карл продовжив війну за герцогство, оскільки претендент Жан V намагався захопити Ренн, але Карлу вдалося відбити напад. У 1362 році Карл де Блуа мав намір розділити Бретань з Жаном V, проте під тиском дружини продовжив війну. 1363 року він з'єднався з Бертраном дю Гекленом, коннетаблем Франції, й рушив проти Жана V та англійців. 29 вересня 1364 року в битві при Ореє війська Карла зазнали нищівної поразки, а він сам загинув. Під його обладунками була виявлена волосяниця, яку Карл носив на голому тілі.
За свою побожність Карла Шатільйона було зараховано до лику святих, але процес беатифікації від 1376 року (за ініціативою папи римського Григорія XI) не було завершено тривалий час через протести герцога Жана V. Лише в 1904 році Карла де Блуа все-таки було канонізовано папою римським Пієм X.

## Родина
Дружина — Жанна де Пент’євр, герцогиня Бретані.
Діти:
- Маргарита (1340—1354), дружина Карла де ла Серда
- Марія (1340—1404), дружина Людовика I, герцога Анжу
- Жан (1345—1404), граф Блуа
- Гі (1347—1385)
- Генріх (1356—1400)
- Карл (д/н—бл.1364)